# Вилла Гримани-Морозини
Вилла Гримани-Морозини, также известная как Вилла Приули, или Ка' делла Наве (итал. La villa Grimani-Morosini, Priuli, Ca' della Nave) — итальянская вилла, расположенная в коммуне Мартеллаго, в провинции Венеция области Венето.

## История
Вилла, вероятно, была построена между 1566 и 1575 годами венецианской семьей Приули, подарившей Венеции трёх дожей. После 1620 года Приули были вынуждены продать большую часть своей собственности, включая виллу в Мартеллаго. Вилла была приобретена семьёй Гримани из ветви «Серви ди Санто Стефано», одной из самых богатых и влиятельных аристократических семей Венецианской республики. Её отремонтировали сами Гримани. В гостях у Антонио Гримани на вилле останавливались многие известные аристократы и церковные деятели; вероятно, также с 1741 по 1752 год дож Венеции Пьетро Гримани. Кроме того, в 1760 году на вилле гостил Карло Гольдони, посвятивший владельцу комедию «Любитель самого себя».

## Архитектура
Вилла представляет собой квадратное в плане трёхэтажное здание с фасадом, украшенным фресками Джамбаттисты Дзелотти, а элегантный истрийский камень обрамляет его окна и лоджии. Имя архитектора здания неизвестно.
В начале XVIII века перпендикулярно основному корпусу были пристроены два «корабля» (barchesse), что необычно для венецианских вилл; западный использовался исключительно как гостевой дом, где размещались знатные гости, с фресками Франческо Фонтебассо, ученика Себастьяно Риччи. Интерьеры восточной пристройки расписаны Франческо Дзуньо. Основное здание простирается до «палаццетто», башнеобразного сооружения с портиком, известного в прошлом как место торжественной встречи посетителей. На противоположной стороне здание виллы заканчивается ещё одной трёхэтажной башней: «голубятней» (colombara), соединённой с зернохранилищем.
Рядом с баркессой в 1807 году был построен «домик помощника управляющего» (casetta del sottofattore). Также в начале восемнадцатого века начались работы по переустройству сада по моде того времени; есть два документа (1671) со схожими проектами, первый из которых был разработан архитекторами Маттиа Де Росси и Феличе делла Грека, вероятно, по заказу прокуратора Сан-Марко Антонио Гримани, посла в Риме с 1665 по 1671 год; но, по мнению других ученых, сад был создан в 1706 году и является работой французского архитектора Андре Годо. Имеется также великолепный парк со старыми деревьями, среди которых выделяется дуб (Quercus robur) середины XIX века (дендрометрические данные: высота 27 метров, листва 23,50 м и впечатляющий диаметр 412 см).